# Pernille Vermund
Ann Pernille Vermund Bretton-Meyer  (tidligere Ann Pernille Vermund Tvede, født 3. december 1975 i København) er en dansk arkitekt (MAA) og politiker. Hun er medstifter af og tidligere formand for Nye Borgerlige og sad i Folketinget for dette parti 2019-2024, valgt i Sydjyllands Storkreds. I januar 2024 meldte hun sig sammen med Nye Borgerliges øvrige to daværende folketingsmedlemmer ud af partiet, som hun anbefalede at lade opløse. 17. januar meldte hun sig ind i Liberal Alliance og fik plads i dette partis folketingsgruppe.
Vermund har tidligere været byrådsmedlem i Helsingør Kommune og suppleant til Folketinget for Det Konservative Folkeparti.

## Politisk karriere
Vermund sad i Helsingør Byråd for Det Konservative Folkeparti fra 2009 til 2011, hvor hun midlertidigt trak sig fra politik for at prioritere familien efter sin skilsmisse. Vermund blev i 2014 opstillet som partiets folketingskandidat i Helsingørkredsen og blev ved folketingsvalget 2015 førstesuppleant for Mette Abildgaard.

### Stiftelse af Nye Borgerlige
I oktober 2015 stiftede Vermund det nationalkonservative og økonomisk liberale parti Nye Borgerlige sammen med Peter Seier Christensen. Vermund begrundede sit brud med Det Konservative Folkeparti med, at partiet efter hendes opfattelse havde bevæget sig væk fra de traditionelle værdier "Gud, Konge og Fædreland" i bl.a. EU- og indvandringspolitikken samt var for midtsøgende i sin fordelings- og skattepolitik. Vermund opfatter sig fortsat som konservativ, og hendes nye parti havde arbejdstitlen "Vi Konservative". Vermund og Seier Christensen valgte i stedet at anvende betegnelsen "borgerlig" for at markere forskellen fra deres tidligere parti.
| „ | Vi er konservative, Peter og jeg. De rigtige konservative. Vi synes jo, at det er partiet på Christiansborg, der ikke er rigtigt konservative længere. Men i Danmark forbinder man nok ordet konservative med partiet, og derfor vil vi hellere bruge ordet borgerlige. Der er 360, der har meldt sig ind siden Facebook-opslaget. Og mange af dem er tidligere konservative kredsformænd og andre konservative. | “ |
|   | — Pernille Vermund, BT |   |

### Afgang og tilbagevenden som partileder
I januar 2023 meddelte Vermund, at hun ønskede at stoppe som formand for partiet ved dets næste (eventuelt ekstraordinære) årsmøde og ikke ville opstille til næste folketingsvalg. Lars Boje Mathiesen blev efterfølgende valgt til ny partiformand i februar, men blev ekskluderet af partiet måneden efter. Derpå meddelte Vermund, at hun gerne igen ville være formand for Nye Borgerlige, og at hun alligevel ville genopstille ved det næste folketingsvalg. Derpå blev hun i oktober 2023 igen valgt som partiets formand.

### Ny afgang og skift til Liberal Alliance
10. januar 2024 meddelte Vermund pludselig, at hun sammen med de øvrige folketingsmedlemmer fra Nye Borgerlige havde nedlagt partiets folketingsgruppe og indstillet til hovedbestyrelsen, at partiet skulle opløses. Vermund meldte sig derpå ud af partiet og blev løsgænger i Folketinget. En uge senere meddelte hun, at hun var blevet medlem af Liberal Alliance og optaget i dette partis folketingsgruppe. Liberal Alliances partiformand Alex Vanopslagh havde kort før julen 2023 fortalt hende, at hun ville være velkommen i dette parti, hvilket ifølge Vermund havde ført til, at hun havde overvejet sagen og taget sin beslutning om at forlade Nye Borgerlige.

## Erhvervskarriere
Vermund er uddannet arkitekt fra Kunstakademiets Arkitektskole i 2001, hvor afgangsprojektet var tegning af Ungdomsboliger for asylansøgere. Fra 2006 til 2020 var hun ejer af virksomheden Vermund Gere Arkitekter MAA.

## Kontrovers
I december 2019 medvirkede Vermund i en DR-dokumentar, hvori hun undervejs betegnede en forbikørende trafikant som perker. Vermund blev efterfølgende kritiseret af flere folketingsmedlemmer,
herunder Sikandar Siddique fra Alternativet, Mette Abildgaard fra De Konservative og Sofie Carsten Nielsen fra Radikale Venstre; sidstnævnte beskrev Vermunds ordvalg som racistisk.
Efterfølgende forsvarede Vermund over for Ekstra Bladet sit ordvalg med, at man bør "kalde tingene, hvad de er."
I forlængelse af debatten forklarede seniorforsker hos Dansk Sprognævn Marianne Rathje til Ritzau, at ordet "perker" er født nedsættende, mens ordet "neger" engang blev brugt neutralt, inden det fik en nedsættende konnotation.
I 2021 fortalte Vermund, at hun havde fortrudt sin udtalelse i DR-udsendelsen.

## Privatliv
Vermund er bosiddende i Snekkersten og mor til tre drenge. Vermund blev gift med forretningsmanden Lars Tvede 11. maj 2019 og skilt igen i 2021. Siden februar 2022 har hun offentligt dannet par med tidligere DBU-direktør Claus Bretton-Meyer.